# Convento de las Jerónimas (Brihuega)
El convento de las Jerónimas fue un convento de la localidad española de Brihuega, en la provincia de Guadalajara.

## Descripción

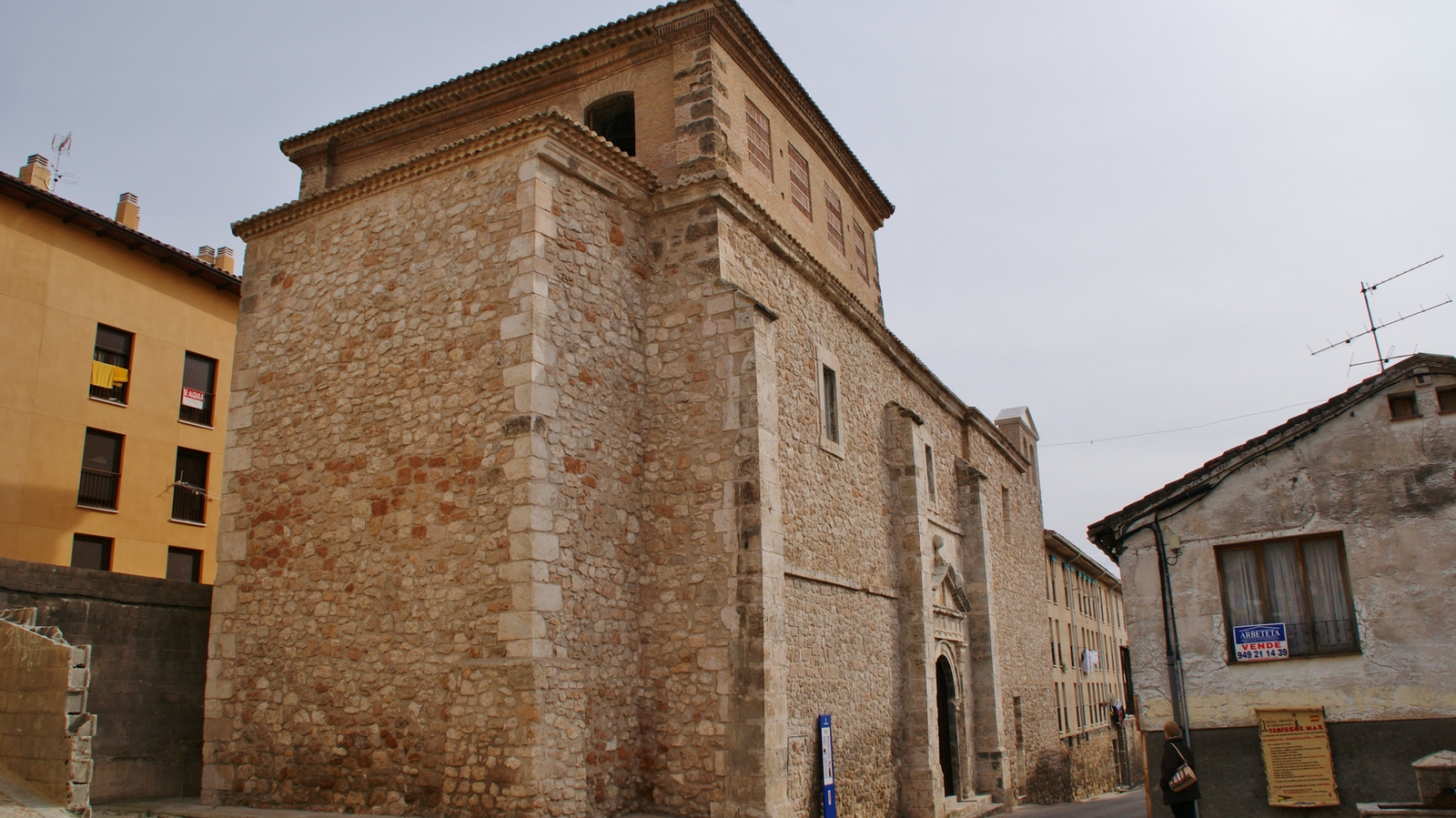
Vista de la iglesia del desaparecido convento

Se ubicaba en la avenida de la Constitución  de la localidad guadalajareña de Brihuega, en la actual comunidad autónoma de Castilla-La Mancha. Estuvo antaño ocupado por la orden de las monjas jerónimas. Derribados los restos del convento en la segunda mitad del siglo XX, solo queda de él la iglesia. El inmueble forma parte del conjunto histórico de Brihuega, que en la actualidad cuenta con el estatus de bien de interés cultural.